# Scleralcyonacea
Scleralcyonacea é uma ordem de corais da classe dos antozoários (Anthozoa).

## Famílias
Seguem as famílias da ordem:
- Aulopsammiidae (Reuss, 1854)
- Briareidae (Gray, 1859)
- Chelidonisididae (Heestand Saucier, France & Watling, 2021)
- Chrysogorgiidae (Verrill, 1883)
- Coralliidae (Lamouroux, 1812)
- Cornulariidae (Dana, 1846)
- Dendrobrachiidae (Brook, 1889)
- Ellisellidae (Gray, 1859)
- Erythropodiidae (Kükenthal, 1916)
- Helioporidae (Moseley, 1876)
- Ideogorgiidae (McFadden, van Ofwegen & Quattrini, 2022)
- Ifalukellidae (Bayer, 1955)
- Isidoidae (Heestand Saucier, France & Watling, 2021)
- Keratoisididae (Gray, 1870)
- Mopseidae (Gray, 1870)
- Parasphaerascleridae (McFadden & van Ofwegen, 2013)
- Parisididae (Aurivillius, 1931)

Superfamília
- Pennatuloidea (McFadden, van Ofwegen & Quattrini, 2022)
- Pleurogorgiidae (Cairns, Cordeiro & Alderslade in Cairns et al., 2021)
- Primnoidae (Milne Edwards, 1857)
- Sarcodictyonidae (McFadden, van Ofwegen & Quattrini, 2022)
- Spongiodermidae (Wright & Studer, 1889)